# Josep Dorca
Josep Dorca (?-1824) fou el segon cabiscol de la Basílica de Santa Maria de Castelló d'Empúries, l'any 1787. Renuncià al títol l'any 1804 en obtenir una canongia a la seu de Girona, plaça vacant per òbit d'Andreu Berga.